# Anthophora bomboides
Anthophora bomboides là một loài Hymenoptera trong họ Apidae. Loài này được Kirby mô tả khoa học năm 1837.

## Hình ảnh

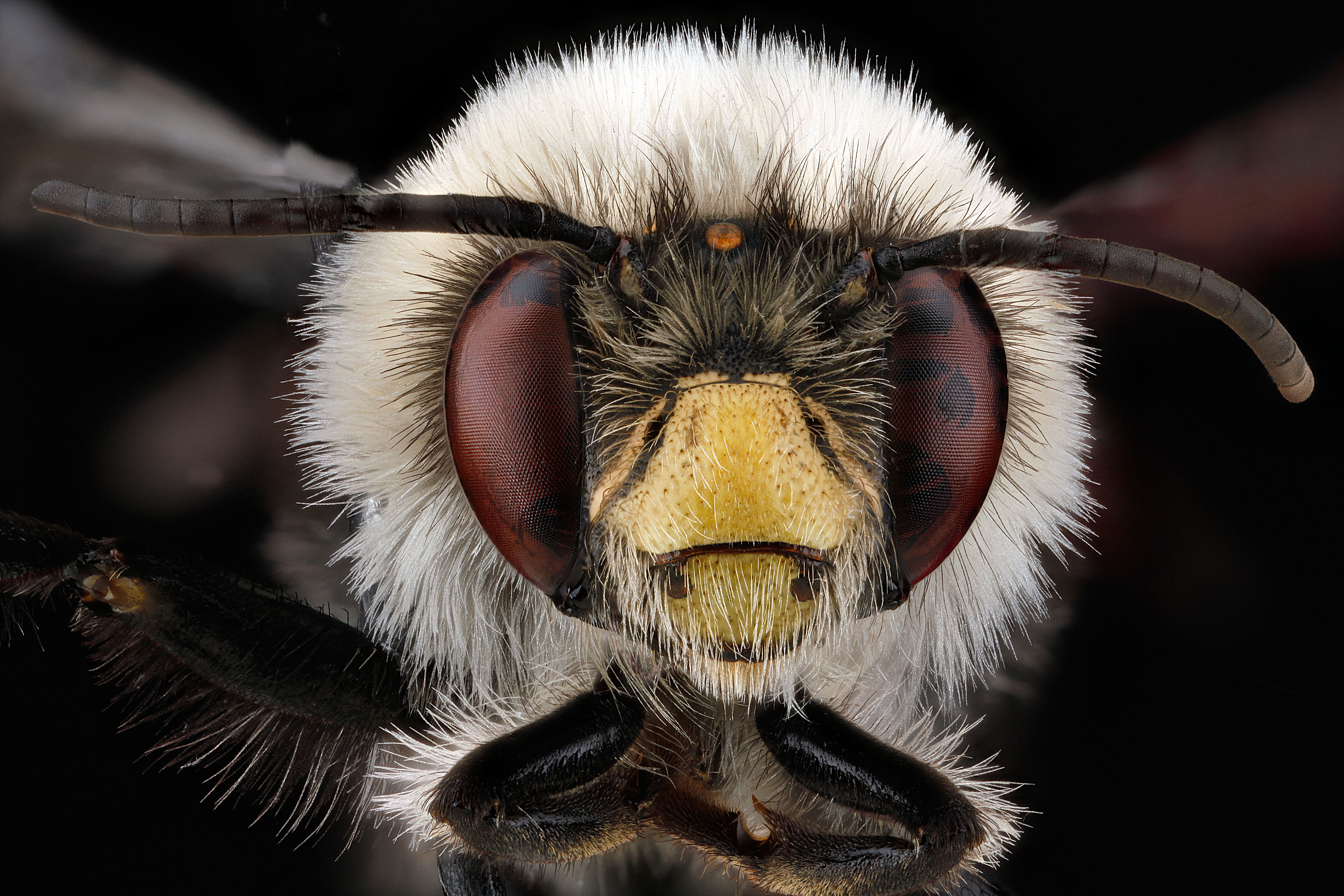